# Куза-Воде (комуна, Келераш)
Куза-Воде (рум. Cuza Vodă) — комуна у повіті Келераш в Румунії. До складу комуни входять такі села (дані про населення за 2002 рік):
- Келерашій-Векі (745 осіб)
- Куза-Воде (2133 особи)
- Чаку (1474 особи) — адміністративний центр комуни

Комуна розташована на відстані 93 км на схід від Бухареста, 9 км на північний захід від Келераші, 110 км на захід від Констанци, 142 км на південний захід від Галаца.

## Населення
За даними перепису населення 2002 року у комуні проживали 4352 особи.
Національний склад населення комуни:
| Національність   | Кількість осіб | Відсоток |
| ---------------- | -------------- | -------- |
| румуни           | 4302           | 98,9%    |
| цигани           | 47             | 1,1%     |
| угорці           | 1              | < 0,1%   |
| росіяни-липовани | 1              | < 0,1%   |

Рідною мовою назвали:
| Мова      | Кількість осіб | Відсоток |
| --------- | -------------- | -------- |
| румунська | 4312           | 99,1%    |
| циганська | 38             | 0,9%     |
| угорська  | 1              | < 0,1%   |
| російська | 1              | < 0,1%   |

Склад населення комуни за віросповіданням:
| Релігія       | Кількість осіб | Відсоток |
| ------------- | -------------- | -------- |
| православні   | 4318           | 99,2%    |
| бретрени      | 13             | 0,3%     |
| римо-католики | 4              | 0,1%     |
| старообрядці  | 4              | 0,1%     |
| п'ятдесятники | 2              | < 0,1%   |
| адвентисти    | 1              | < 0,1%   |

## Зовнішні посилання
- Дані про комуну Куза-Воде на сайті Ghidul Primăriilor